# Callogaza
Callogaza là một chi ốc biển, là động vật thân mềm chân bụng sống ở biển trong họ Trochidae, họ ốc đụn.

## Các loài
Các loài trong chi Callogaza gồm có:
- Callogaza watsoni Dall, 1881[3]